# Wayne Corden
Simon Wayne Corden (Leek, 1º novembre 1975) è un ex calciatore inglese, di ruolo centrocampista.

## Carriera
Corden dopo aver giocato nelle giovanili del Port Vale esordisce tra i professionisti con i Valiants nella stagione 1994-1995, giocando una partita nella seconda divisione inglese; l'anno seguente gioca ulteriori 2 partite, a cui ne aggiunge altre 11 nella stagione 1996-1997, diventando infine titolare nella stagione 1997-1998, in cui gioca 33 partite e realizza anche una rete. Nella stagione 1998-1999, l'ultima nel club dell'allenatore John Rudge, gioca 16 partite, perdendo il posto in squadra dopo l'esonero di quest'ultimo. Rimane in rosa anche nella stagione 1999-2000, nella quale gioca però solamente una partita (la sua sessantaseiesima ed ultima in carriera nella seconda divisione inglese): nell'estate del 2000 viene infatti acquistato dal Mansfield Town di Bill Dearden, suo ex allenatore negli anni al Port Vale ed a sua volta appena assunto dal club, militante nella quarta divisione inglese.
Fin dalla sua prima stagione in squadra diventa un titolare degli Stags, con cui al termine della stagione 2001-2002 conquista anche una promozione in terza divisione, categoria in cui nella stagione 2002-2003 (terminata con un'immediata nuova retrocessione in quarta divisione) realizza 13 reti in 44 partite di campionato. Nel febbraio del 2005, dopo un'ulteriore stagione e mezzo da titolare in quarta divisione con gli Stags, viene acquistato dallo Scunthorpe Utd, altro club di quarta divisione, con cui termina la stagione 2004-2005 giocando 8 partite e conquistando una promozione in terza divisione, categoria in cui l'anno seguente gioca 9 partite per poi passare a stagione in corso in prestito prima al Chester City (con cui gioca 2 partite in quarta divisione) e poi al Leyton Orient, che in seguito lo acquista anche a titolo definitivo, dopo 2 reti in 8 partite in quarta divisione nella parte conclusiva del campionato, concluso peraltro con una promozione in terza divisione. Nella stagione 2006-2007 totalizza 42 presenze e 3 reti in terza divisione sempre con il club biancorosso, con cui nella stagione successiva disputa ulteriori 26 partite prima di trasferirsi in prestito al Notts County, con cui conclude la stagione 2007-2008 giocando 9 partite in quarta divisione.
Dal 2008 al 2015, anno del suo definitivo ritiro, gioca poi per vari club semiprofessionistici, la maggior parte dei quali militanti in Northern Premier League (settima divisione).